# Hadrijanov zid
Hadrijanov zid (latinsko Vallum Hadriani, znan tudi kot rimski zid; Piktski zid, Vallum Aelium) je nekdanja obrambna utrdba rimske province Britanije, ki se je začel graditi leta 122 našega štetja v času vladavine cesarja Hadrijana. Od Wallsenda ob reki Tyne na vzhodu do Bowness-on-Solway na zahodu današnje severne Anglije je bil kamnit zid obdan z velikimi jarki pred in za njim, ki je prečkal celotno širino otoka. Vojaki so bili nameščeni vzdolž črte obzidja v velikih utrdbah, manjših utrdbah na razdalji milje in vmesnih stolpih. Poleg obrambne vojaške vloge zidu so bila njegova vrata morda tudi carinske postojanke.
Pot Hadrijanovega zidu običajno poteka zelo blizu zidu. Skoraj ves stoječi zid obzidja je bil v zgodnjem novem času odstranjen in uporabljen za lokalne ceste in kmečke hiše. Nobeden od njih ne stoji na prvotni višini, vendar je sodobno delo razkrilo velik del temeljev, nekateri segmenti pa prikazujejo nekaj potekov sodobne zidane rekonstrukcije. Številne izkopane utrdbe na zidu ali ob njem so odprte za javnost, različni bližnji muzeji pa predstavljajo njegovo zgodovino. Največja rimska arheološka znamenitost v Veliki Britaniji poteka v dolžini 117,5 kilometrov v severni Angliji. Hadrijanov zid, ki velja za britansko kulturno ikono, je ena glavnih britanskih starodavnih turističnih znamenitosti. Leta 1987 je bil vpisan na Unescov seznam svetovne dediščine. Antoninov zid, zgrajen iz zemlje, v današnji osrednji Škotski, ki je za kratek čas nadomestil Hadrijanov zid, preden so ga opustili, je bil leta 2008 razglašen za svetovno dediščino.
Hadrijanov zid je označeval mejo med rimsko Britanijo in neosvojeno Kaledonijo na severu. Zid v celoti leži znotraj Anglije in nikoli ni tvoril anglo-škotske meje, čeprav je včasih ohlapno ali pogovorno opisan kot tak.

## Dimenzije
Dolžina zidu je bila 80 rimskih milj (dolžinska enota, ki ustreza približno 1480 metrom) ali 117 kilometrov. To je pokrivalo celotno širino otoka, od Wallsenda na reki Tyne na vzhodu do Bowness-on-Solway na zahodu.
Kmalu po začetku gradnje zidu se je njegova širina zmanjšala s prvotno načrtovanih 3,0 m na približno 2,4 m ali celo manj, odvisno od terena. Nekateri odseki so bili sprva zgrajeni iz zemlje in lesa in morda bodo trajala desetletja, da bodo spremenjeni in zamenjani s kamnom.
Beda Častitljivi, menih in zgodovinar, ki je umrl leta 735, je zapisal, da je bil zid visok 3,7 metra, z dokazi, ki kažejo, da bi lahko bil ob nastanku nekaj metrov višji.
Po vsej dolžini obzidja je bil na vsako tretjino milje stražni stolp, ki je rimskim vojakom v teh stolpih zagotavljal zatočišče in bivališče.

## Potek
- Pogled na Hadrijanov zid, ki prikazuje njegovo dolžino in višino. Pokončni kamni na vrhu so moderni, da ljudi odvrnejo od hoje po njem.
- Pot Hadrijanovega zidu, skoraj od obale do obale
- Ordnance Survey zemljevid Hadrijanovega zidu, objavljen leta 1964. Revidirana in posodobljena izdaja je bila objavljena leta 2010.
- Odseki Hadrijanovega zidu so še vedno ohranjeni, zlasti v njegovem hribovitem osrednjem delu. Malo ga je ostalo v nižinskih predelih, kjer so ga uporabljali kot vir kamna za nove stavbe.
- Obzidje danes

Hadrijanov zid se je razširil proti zahodu od Segedunuma pri Wallsendu na reki Tyne, prek Carlisla in Kirkandrews-on-Edena, do obale Solwayskega zaliva in se končal na kratki, a neznani razdalji zahodno od vasi Bowness-on-Solway. Pot je potekala nekoliko severno od Stanegatea, pomembne rimske ceste, zgrajene nekaj desetletij prej, da bi povezala dve utrdbi, ki sta varovali pomembna rečna prehoda: Corstopitum (Corbridge) na reki Tyne in Luguvalium (Carlisle) na reki Eden. Sodobni cesti A69 in B6318 sledita poteku obzidja od Newcastle upon Tyne do Carlisla, nato vzdolž severne obale Cumbrije (južna obala Solway Firth).
Del osrednjega dela zidu sledi naravnim pečinam na strmini skalne formacije Whin Sill.
Čeprav se zid konča blizu mesta Bowness-on-Solway, to ne pomeni konca linije obrambnih struktur. Znano je, da se je sistem miljskih utrdb in stolpov nadaljeval vzdolž obale Cumbrije do Risehowa, južno od Maryporta. Za namene klasifikacije se miljske utrdbe zahodno od Bowness-on-Solway imenujejo Milefortlet.

## Gradnja
Hadrijan je končal politiko svojega predhodnika Trajana o širjenju cesarstva in se namesto tega osredotočil na obrambo sedanjih meja, in sicer takratne Britanije. Tako kot Avgust je tudi Hadrijan verjel v izkoriščanje naravnih meja, kot so reke, za meje cesarstva, na primer Evfrat, Ren in Donava. Britanija pa ni imela naravnih meja, ki bi lahko služile temu namenu – razdeliti provinco, ki so jo nadzorovali Rimljani, od keltskih plemen na severu.
Z gradnjo, ki se je začela leta 122,  je bila celotna dolžina obzidja zgrajena z izmeničnim nizom utrdb, od katerih je v vsaki živelo 600 mož, in Milefortlet s posadko, ki jih je upravljalo »med 12 in 20 mož«.
Za izgradnjo večine Hadrijanovega zidu je bilo potrebnih šest let, pri čemer so delale tri rimske legije – Legio II Augusta, Legio VI Victrix in Legio XX Valeria Victrix, skupaj 15.000 vojakov in nekaj članov rimske flote. Gradnja zidu ni bila izven področja strokovnega znanja vojakov; nekateri so se izšolali za geodete, inženirje, zidarje in tesarje.

### "Široka stena" in "Ozka stena"
R. G. Collingwood je navedel dokaze o obstoju širokega dela zidu in obratno ozkega dela. Trdil je, da so se načrti med gradnjo zidu spremenili in da se je njegova skupna širina zmanjšala.
Široki deli zidu so široki približno 2,9 metra, ozki deli pa so tanjši za 61 centimetrov, široki pa 2,3 metra. Ugotovljeno je bilo, da so nekateri ozki deli zgrajeni na širokih temeljih, ki so bili domnevno zgrajeni pred spremembo načrtov. Na podlagi teh dokazov je Collingwood ugotovil, da naj bi bil zid prvotno zgrajen med današnjima Newcastlom in Bownessom, z enotno širino desetih rimskih čevljev, ves v kamnu. Ob zaključku so bile iz kamna zidane le tri petine zidu; preostali zahodni del je bil travnati zid, pozneje prezidan iz kamna. Načrti so se morda spremenili zaradi pomanjkanja sredstev.
V prizadevanju za nadaljnje ohranjanje virov je bila širina vzhodne polovice zato zmanjšana s prvotnih deset rimskih čevljev na osem, preostali kamni iz vzhodne polovice pa so bili uporabljeni za približno  8,0 kilometrov zemeljske stene na zahodu. To zmanjšanje prvotnih desetih rimskih čevljev na osem je ustvarilo tako imenovani "ozek zid".

### Vallum
Tik južno od zidu je tri metre globoka jarku podobna konstrukcija z dvema vzporednima gomilama, ki potekata severno in južno od nje, znana kot Vallum. Vallum in obzidje potekata bolj ali manj vzporedno skozi skoraj celotno dolžino obzidja, razen med utrdbama Newcastle in Wallsend na vzhodnem koncu, kjer se je Vallum zaradi neposredne bližine morda štel za odveč kot pregrada reke Tyne. Dvojni tir zidu in Valluma je mnoge mislece 19. stoletja privedel do tega, da so opazili in razmišljali o njunem medsebojnem odnosu.
Zdi se, da nekateri dokazi kažejo, da je bila pot obzidja premaknjena, da bi se izognili Vallumu, kar morda kaže na to, da je Vallum starejša gradnja. R. G. Collingwood je zato leta 1930 trdil, da je bil Vallum zgrajen pred obzidjem v svoji končni obliki. Collingwood se je tudi spraševal, ali je bil Vallum izvirna meja, zgrajena pred zidom. Na podlagi tega bi lahko na zid gledali kot na novo, nadomestno mejo, ki je bila zgrajena, da bi utrdila definicijo Rimljanov glede njihovega ozemlja.
Leta 1936 so nadaljnje raziskave pokazale, da Vallum ni mogel biti zgrajen pred obzidjem, ker se je Vallum izognil enemu od miljnih utrdb v obzidju. To novo odkritje je bilo podprto z novimi dokazi, ki so utrjevali idejo, da je prišlo do sočasne gradnje Valluma in obzidja.
Drugi dokazi so še vedno kazali v druge, nekoliko drugačne smeri. Dokazi kažejo, da je Vallum posebej pred odseki ozke stene; da bi pojasnil to neskladje, Couse predlaga, da se je bodisi gradnja Valluma začela s širokim zidom ali pa se je začela, ko je ozki zid nasledil široki zid, vendar je potekala hitreje kot gradnja ozkega zidu.

### Zemeljska stena
Od Milecastla 49 do zahodnega konca obzidja v Bowness-on-Solwayu je bila stena prvotno zgrajena iz zemlje, verjetno zaradi odsotnosti apnenca za izdelavo malte. Kasneje je bil zemeljski zid porušen in nadomeščen s kamnitim zidom. To je potekalo v dveh fazah; prva (od reke Irthing do točke zahodno od Milecastla 54), med Hadrijanovo vladavino, in druga po ponovni zasedbi Hadrijanovega zidu po opustitvi Antoninovega zidu (čeprav je bilo tudi domnevano, da je ta druga faza trajala mesto med vladavino Septimija Severja). Linija novega kamnitega zidu sledi liniji zemeljskega zidu, razen na odseku Milecastle 49 in Milecastle 51, kjer je linija kamnitega zidu nekoliko bolj proti severu.
Na odseku okoli Milecastle 50TW je bil zgrajen na ravni podlagi s tremi do štirimi nizi zemeljskih blokov. Bazalni sloj tlakovcev je bil uporabljen zahodno od Milecastla 72 (pri Burgh-by-Sands) in morda pri Milecastlu 53. Kjer je bila podlaga močvirnata, so uporabili lesene pilote.
Na svojem dnu je bil zdaj porušen zemeljski zid širok 6 metrov in zgrajen v vrstah blokov, ki so merili 46 cm v dolžino, 30 cm v globino in 15 cm  v višino, do višine ocenjene na približno 3,66 metra. Severna stena naj bi imela naklon 75 %, medtem ko naj bi se južna stena začela navpično nad temeljem in hitro postala veliko plitvejša.

### Standardi
Nad temelji kamnite stene so položili enega ali več temeljnih slojev. Nad temi temeljnimi sloji so bili uvedeni odmiki (tako na severni kot južni strani), ki so zmanjšali širino zidu. Kjer je navedena širina zidu, se nanaša na širino nad odmikom. Ugotovljena sta bila dva standarda odmika: standard A, kjer se odmik pojavi nad prvim temeljnim slojem, in standard B, kjer se odmik pojavi po tretjem (ali včasih četrtem) temeljnem sloju.

## Ohranjanje Johna Claytona
Velik del zidu je zdaj izginil. Njegovi dolgi odseki so bili uporabljeni za gradnjo cest v 18. stoletju, zlasti general Wade za izgradnjo vojaške ceste (ki večinoma leži pod današnjo B6318 "Vojaško cesto") za premikanje čet za zatiranje jakobitskega upora leta 1745. Za ohranitev večine ostankov je zaslužen antikvar John Clayton. Izučil se je za odvetnika in leta 1830 postal mestni uradnik v Newcastlu. Nad ohranitvijo zidu se je navdušil po obisku Chestersa. Da bi preprečil, da bi kmetje vzeli kamenje z zidu, je začel kupovati nekaj zemlje, na kateri je stal zid. Leta 1834 je začel kupovati nepremičnine okoli Steel Rigga blizu Crag Lougha. Sčasoma je nadzoroval zemljo od Bruntona do Cawfieldsa. Ta odsek je vključeval kraje Chesters, Carrawburgh, Housesteads in Vindolanda. Clayton je izvedel izkopavanja v utrdbah v Cilurnumu in na Housesteadsih ter izkopal nekaj miljskih gradov.
Clayton je upravljal kmetije, ki jih je pridobil, in mu je uspelo izboljšati tako zemljo kot živino. Dobiček s svojih kmetij je porabil za obnovitvena dela. Delavci so bili zaposleni za obnovo delov zidu, običajno do višine sedmih slojev. Najboljši primer Claytonovega zidu je Housesteads. Po Claytonovi smrti je posestvo prešlo v roke sorodnikov in je bilo kmalu izgubljeno zaradi iger na srečo. Sčasoma je National Trust začel pridobivati zemljišče, na katerem stoji zid. V Wallington Hallu blizu Morpetha je slika Williama Bella Scotta, ki prikazuje stotnika, ki nadzoruje gradnjo zidu. Stotnik je dobil obraz Johna Claytona (desno zgoraj).

## Kasnejša odkritja
Leta 2021 so delavci podjetja Northumbrian Water med popravilom vodovoda v središču mesta Newcastle upon Tyne našli prej neodkrit 3-metrski del zidu. Družba je napovedala, da bo cev »nagnjena tako, da bo okoli izkopanega jarka pustila varovalo«.

## Pot ob Hadrijanovem zidu
Leta 2003 je bila odprta pešpot National Trail, ki sledi liniji obzidja od Wallsenda do Bowness-on-Solway. Zaradi krhke pokrajine so sprehajalci naprošeni, da sledijo poti le poleti.